# جيمس هوي (سياسي)
جيمس هوي هو سياسي كندي، ولد في 1828، وتوفي في 14 سبتمبر 1903.